# Party Animals & Disco Biscuits
Pour les articles homonymes, voir Party Animals.
Albums de Kid Loco
Kill Your Darlings
(2001) Confessions of a Belladonna Eater
(2011)
Party Animals & Disco Biscuits est le troisième album du DJ Kid Loco sorti le 1er septembre 2008 sous le label Village Vert et distribué par PIAS.
À l'opposé de son album A Grand Love Story où il n'interprétait qu'une seule chanson (les autres titres étant des morceaux instrumentaux), Kid Loco se consacre davantage au chant dans cet album.
Une version de l'album est accompagnée de remixes de la plupart des titres assurés entre autres par Jon Kennedy, Parov Stelar, Erik Jansson, Tim Saul, Peder and Asger Baden.

## Liste des titres
| 1.  | Oh Lord                        | 2:22 |
| 2.  | Motorcycle Angels              | 4:18 |
| 3.  | Pretty Boy Floyd               | 5:12 |
| 4.  | 10.15                          | 4:32 |
| 5.  | Ann                            | 6:04 |
| 6.  | Theme From the Graffiti Artist | 4:49 |
| 7.  | Love Is All Around             | 4:08 |
| 8.  | Confessions                    | 3:08 |
| 9.  | The Specialist                 | 8:09 |
| 10. | Hijack Blues #9                | 6:03 |
| 11. | The Time of Our Lives          | 4:17 |

| 1. | Hijack Blues #9 (Peter & Asger Bade remix)                    | 4:03  |
| 2. | Oh Lord! (A Sacred Blowout)                                   | 5:58  |
| 3. | Confession (Parov Stelar remix)                               | 3:15  |
| 4. | Pretty Boy Floyd (Agents of Desire remix)                     | 5:29  |
| 5. | Love Is All Around (Kanbanjak remix)                          | 3:51  |
| 6. | Motorcycle Angels (Sistema Local Deset Bandits disco version) | 6:38  |
| 7. | The Specialist (Ed Royal & Enne remix)                        | 5:48  |
| 8. | The Time of Our Lives (Jon Kennedy Demonic remix)             | 4:16  |
| 9. | Pretty Boy Floyd (Erik Sumo in the Rain rework)               | 21:05 |

### Chroniques
(mars 2021).
- Mickaël Choisi, « Kid Loco – Party Animals & Disco Biscuits », sur PopNews, 26 septembre 2008 (consulté le 2 avril 2021)
- Christophe Leiciaguecahar, « Kid Loco – Party Animals Disco Biscuits », sur Pinkushion, 20 octobre 2008 (consulté le 2 avril 2021)
- ALM, « Écouter > Le Jean-Yves Prieur revient avec un nouvel album », sur Aujourd'hui le Maroc, 12 septembre 2008 (consulté le 2 avril 2021)